# Fuerte Zeelandia (Paramaribo)
El Fuerte Zeelandia (en inglés: Fort Zeelandia) es una fortaleza que se construyó alrededor de un puesto fronterizo de comercio por colonos ingleses a principios del siglo XVII en lo que hoy es Surinam (norte de Sudamérica).
Cuando la tomaron los neerlandeses, le pusieron su nombre actual.
Durante el mandato de Dési Bouterse en los años 1980, fue el lugar de los "Asesinatos de Diciembre" de 1982 y se usó para encarcelar y torturar a prisioneros políticos.